# 대제사장 예수아

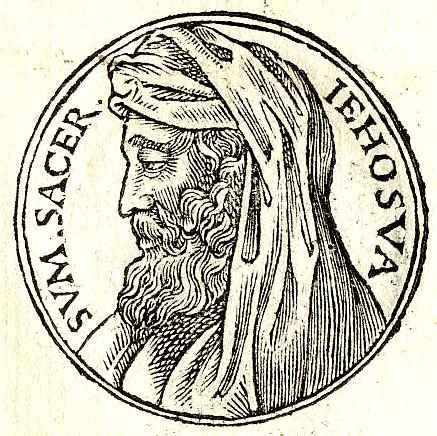

예수아(히브리어: יהושע) 또는 대제사장 예호수아는 성경에 따르면, 유대인이 바빌로니아로부터 돌아온 후, 유대 성전의 재건을 위한 포로귀환 이후 첫번째 대제사장을 역임한 인물이다. 예수아는 대제사장 여호사닥(요사닥)의 아들로 유다 총독 스룹바벨과 함께 포로귀환을 하였다. 예수아는 대제사장을 역임하였으며, 제단을 세우고, 성전을 재건하는데 결정적 역할을 한 지도자였다.